# Bobbie Gentry
Roberta Lee Streeter (Condado de Chickasaw, 27 de Julho de 1944), profissionalmente conhecida por Bobbie Gentry, é uma ex-cantora e compositora norte-americana que ganhou notabilidade por ser uma das primeiras artistas do sexo feminino de country music a compor, produzir e publicar o seu próprio material.
Gentry alcançou a fama internacional com a sua narrativa sul-gótica intrigante "Ode to Billie Joe" em 1967. A canção liderou a Billboard Hot 100 por quatro semanas consecutivas. O seu álbum de estúdio de estreia, que leva o mesmo nome, estreou no primeira posto da Billboard 200.

## Discografia

### Álbuns
- 1967: Ode to Billie Joe
- 1968: The Delta Sweete
- 1968: Local Gentry
- 1968: Bobbie Gentry and Glen Campbell (com Glen Campbell)
- 1968; Way Down South
- 1969: Touch 'Em with Love
- 1969: Greatest
- 1970: Fancy
- 1970: I'll Never Fall in Love Again
- 1970: Bobbie Gentry Portrait
- 1971: Patchwork
- 1971: Sittin' Pretty
- 1971: Tobacco Road
- 1971; Your No 1 Fan
- 1983; All I Have to Do Is Dream (com Glen Campbell)
- 1990: Bobbie Gentry's Greatest Hits
- 1994: The Best of Bobbie Gentry
- 1995: Bobbie Gentry - The Hit Albums
- 1998: The Golden Classics of Bobbie Gentry
- 2000: The Capitol Years: Ode to Bobbie Gentry
- 2002: An American Quilt 1967-1974